# 十里河街道
十里河街道，是中华人民共和国辽宁省沈阳市苏家屯区下辖的一个乡镇级行政单位。

## 行政区划
十里河街道下辖以下地区：
十里河社区、十里河村、三洪庄村、板桥堡村、灰菜泡村、新庄村、江浒屯村、柳塘沟村、浪子街村和五里街村。